# Elysia timida
Elysia timida (Risso, 1818) è un mollusco sacoglosso della famiglia Plakobranchidae.

## Descrizione
Parapodi all'esterno di colore bianco pallido, con puntinature rosse sul corpo, sulla testa e sui rinofori. All'interno, spesso chiuso (da qui il nome timida), è caratterizzato da una colorazione verde prodotta dai cloroplasti che l'animale trattiene nelle celle del sistema digestivo. Fino a 2 centimetri di lunghezza.

## Biologia
Durante il periodo primaverile ed estivo si nutre dell'alga Acetabularia acetabulum, di Padina pavonia nel periodo autunnale.

## Distribuzione e habitat
La specie è diffusa nel mar Mediterraneo e segnalata anche nell'Atlantico (acque delle isole Canarie, possibilmente anche nei Caraibi), da 0 a 25 metri di profondità.